# Luigi Bianchi

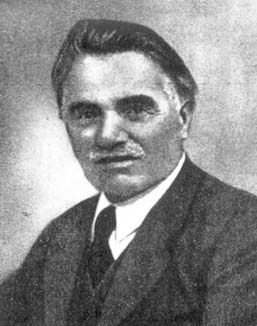
Luigi Bianchi

Luigi Bianchi (ur. 18 stycznia 1856 w Parmie, zm. 6 czerwca 1928 w Pizie) – włoski matematyk, zajmował się przede wszystkim geometrią różniczkową.

## Życie
Razem ze swoim kolegą Gregorgiem Ricci-Curbastrom studiował na Scuola Normale di Pisa, gdzie jego nauczycielami byli Enrico Betti oraz Ulisse Dini. Studia ukończył z wyróżnieniem w 1877 roku. Inspirowały go prace Riemanna, Lie'a oraz Kleina. 
W 1896 otrzymał posadę na swoim macierzystym uniwersytecie, gdzie spędził resztę swojej kariery naukowej. 
1 lutego 1906 roku został odznaczony Orderem Sabaudzkim Cywilnym.